# Fritz Riemann
Fritz Riemann (Schweidnitz, 2 gennaio 1859 – Erfurt, 25 novembre 1932) è stato uno scacchista tedesco.

## Biografia
Nato a Schweidnitz (oggi Świdnica), allora in Prussia, oggi in Polonia, fu un allievo di Adolf Anderssen a Breslavia. 
Principali risultati:
- 1879:  5º a Lipsia nel 1º congresso della DSB[2], vinto da Berthold Englisch;
- 1880:  2º a Braunschweig, dietro a Louis Paulsen;
- 1883:  6º-7º a Norimberga (vinse Simon Winawer);
- 1885:  8º ad Amburgo (4º congresso della DSB, vinto da Isidor Gunsberg);
- 1888:  =1º con Curt von Bardeleben a Lipsia.

Riemann disputò alcuni match: nel 1876 vinse contro Arnold Schottländer a Breslavia (+5 –0 =0) , nel 1880 pareggiò con Emil Schallopp a Berlino (+2 –2 =2), nel 1885 pareggiò con Ernst Flechsig a Breslavia (+5 –5 =0).
Scrisse un libro di ricordi su Adolf Anderssen e i suoi allievi: Schach-Erinnerungen des jüngsten Anderssen-Schülers, de Gruyter, Berlin und Leipzig, 1925.